# 柄真寄居蟹
柄真寄居蟹（学名：Dardanus pedunculatus）为寄居蟹的一種。分布于印度洋海域，包含了夏威夷、日本和澳洲。
柄真寄居蟹會與海葵共生，特別是螅形美麗海葵。柄真寄居蟹是常被養來當寵物的寄居蟹之一。